# Jernurt
Verbena (Verbena) er en planteslægt med ca. 225 arter, der er udbredt i Syd- og Nordamerika og i Europa. Det er énårige urter, stauder eller halvbuske med modsatte, hele blade. mange af arterne er behårede, nogle endda kraftigt. Blomsterne er små og 4-tallige, og de sidder samlet i aks. Kronbladene er oftest blå eller blålige, men hvide, lyserøde og violette varianter findes blandt de dyrkede arter. Her omtales kun de arter, som dyrkes almindeligt i Danmark
| Beskrevne arter |

- Kæmpejernurt (Verbena bonariensis)
- Citronjernurt (Aloysia citrodora) – henregnes nu til slægten Aloysia
- Spydjernurt (Verbena hastata)
- Indskåret jernurt (Verbena incisa)
- Lægejernurt (Verbena officinalis)

| Andre arter |

| - Verbena alata - Verbena andalgalensis - Verbena atacamensis - Verbena australis - Verbena bangiana - Verbena berterii - Verbena bracteata - Verbena brasiliensis - Verbena californica - Verbena calinfera - Verbena canescens - Verbena caniuensis - Verbena carnea - Verbena carolina - Verbena carollata - Verbena catamarcensis - Verbena clavata - Verbena cloverae - Verbena cochabambensis - Verbena concepcionis - Verbena cumingii - Verbena cuneifolia - Verbena delicatula - Verbena demissa - Verbena ehrenbergiana - Verbena ephedroides - Verbena falcata - Verbena ferreyrae - Verbena filicaulis - Verbena glabrata | - Verbena goyazensis - Verbena gracilescens - Verbena gracilis - Verbena grisea - Verbena halei - Verbena hayekii - Verbena hirta - Verbena hirtella - Verbena hispida - Verbena imbricata - Verbena inamoena - Verbena incompta - Verbena intermedia - Verbena johnstonii - Verbena kuhlmannii - Verbena landbeckii - Verbena lasiostachys - Verbena lindbergii - Verbena lindmanii - Verbena litoralis - Verbena livermorensis - Verbena lobata - Verbena macdougalii - Verbena macrodonta - Verbena madrensis - Verbena menthifolia - Verbena moctezumae - Verbena montevidensis - Verbena monticola - Verbena moranii | - Verbena multiglandulosa - Verbena neomexicana - Verbena nivea - Verbena orcuttiana - Verbena ovata - Verbena paranensis - Verbena paulensis - Verbena paulsenii - Verbena pedicellata - Verbena perennis - Verbena pinetorum - Verbena plicata - Verbena polycephala - Verbena porrigens - Verbena pseudojuncea - Verbena ramboi - Verbena ramulosa - Verbena recta - Verbena rectiloba - Verbena reineckii - Verbena ribifolia - Verbena rigida - Verbena robusta - Verbena runyonii - Verbena sagittalis - Verbena scabra - Verbena scabrella - Verbena sedula - Verbena simplex - Verbena spartioides | - Verbena sphaerocarpa - Verbena storeoclada - Verbena stricta - Verbena subpetiolata - Verbena subuligera - Verbena supina - Verbena swiftiana - Verbena tessmannii - Verbena tomophylla - Verbena townsendii - Verbena trachea - Verbena trifida - Verbena triternata - Verbena urticifolia - Verbena valerianoides - Verbena variabilis - Verbena villifolia - Verbena weberbaueri - Verbena xutha - Verbena xylopoda |

| Hybrider |

- Verbena x hybrida